# Microtityus eustatia
Espèce
Microtityus eustatia est une espèce de scorpions de la famille des Buthidae.

## Distribution
Cette espèce est endémique des Îles Vierges britanniques. Elle se rencontre sur Eustatia Island, Virgin Gorda et Great Camanoe.

## Description
La femelle holotype mesure mm, la femelle paratype 15,25 mm et le mâle paratype 14,65 mm.

## Étymologie
Son nom d'espèce lui a été donné en référence au lieu de sa découverte, Eustatia Island.

## Publication originale
- Armas, 2018 : « A New Species of Microtityus from the British Virgin Islands, West Indies, and New Localities for Other Scorpions (Scorpiones: Buthidae, Scorpionidae). » Euscorpius, no 264, p. 1-10 (texte intégral).